# Porroglossum schramii
Porroglossum schramii är en orkidéart som beskrevs av Carlyle August Luer. Porroglossum schramii ingår i släktet Porroglossum och familjen orkidéer. Inga underarter finns listade i Catalogue of Life.